# 中華民國—斯洛維尼亞關係
中華民國與斯洛維尼亞共和國無正式外交關係，目前也沒有在對方首都互設具大使館功能的代表機構。對斯洛維尼亞的相關事務由駐奧地利台北經濟文化代表處兼轄。

## 政治

### 外交

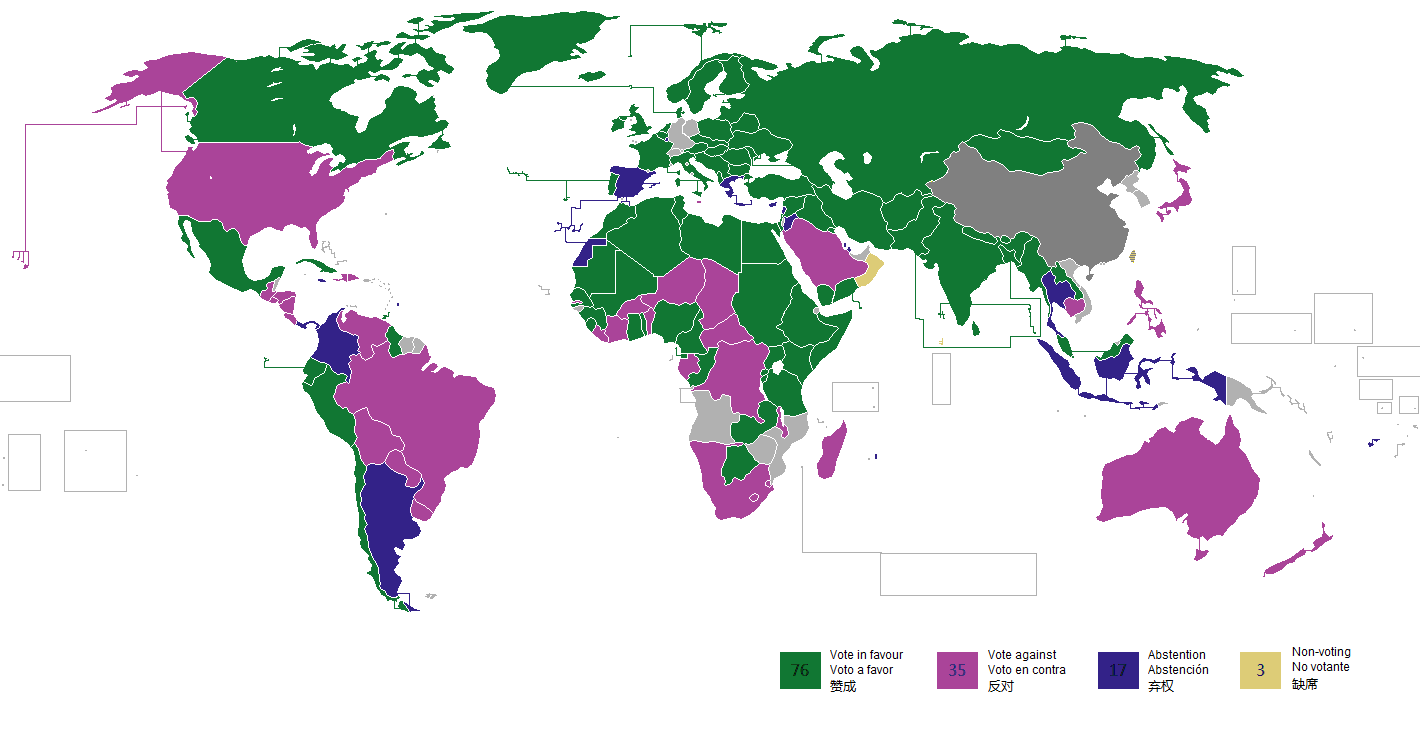
綠色國家表示在1971年的投票中反對中華民國續留聯合國，即《聯合國大會2758號決議》，斯洛維尼亞當時是南斯拉夫的斯洛維尼亞社會主義共和國，由南斯拉夫作為主權國家參與投票。

斯洛維尼亞自1990年起，透過中華民國駐外館處表達與台灣發展關係的意願。斯洛維尼亞外交部長顧問德拉岡（Zvone Dragan）及科技部長湯西奇分別於1991年12月及1992年6月抵台訪問；駐匈牙利台北代表處人員亦於1995－1997年多次前往斯洛維尼亞，商討加強雙邊關係。
1998年5月，斯洛維尼亞國會議員團由史畢雷迪奇議員（Bogomir Spiletic）率領首次抵台訪問。10月，中華民國亦首次在該國首都盧比安納舉辦國慶酒會。
2000年8月，斯洛維尼亞經濟部長薩國顯（Jose Zagozan）抵台訪問。
2008年1月，世界衛生組織（WHO）執行委員會在瑞士日內瓦舉行。中華民國的邦交國提出「要求世界衛生組織與尚未獲納入國際衛生條例2005之國家、地區及領土就國際衛生條例2005之執行建立直接溝通與聯繫」提案，中華人民共和國則另提出修正案，斯洛維尼亞代表歐盟全體會員國說明對兩案皆同意的立場，但若進行投票則將棄權。後中華人民共和國的修正案以25國贊成、3國反對、5國棄權（斯洛維尼亞等歐盟國家）、1國缺席通過，中華民國的邦交國所提議案則不交付表決。
2011年2月14日，斯洛維尼亞前總理楊薩夫婦及台斯友好協會主席布雷茲夫婦應中華民國外交部邀請抵台訪問6天。期間會見總統馬英九等高層官員，以及參訪政府與民間機構。
2016年，臺北市議會議長吳碧珠訪問斯洛維尼亞。
2021年9月13日，斯洛維尼亞總理楊薩致函欧洲联盟27國領導人，對於立陶宛與臺灣發展關係而遭到中國大陸召回大使以示抗議，表示「在尊重長期的『一個中國』政策同時，不可否認臺灣仍然是歐盟的重要夥伴。立陶宛與所有歐盟成員國一樣，是個主權國家，完全有權發展與臺灣的關係。我們必須表現得更積極主動，堅決聲援立陶宛。我們必須向中國表明我們彼此站在一起，而且我們不會讓中國威脅我們任何人。」
2022年1月17日，斯洛維尼亞總理楊薩在接受印度電視台DD India訪問時透露，斯洛維尼亞計畫像立陶宛一樣，提升與台灣的關係，並正在與台灣洽談互設代表處。楊薩以「民主國家」形容台灣，並直言中國反對台灣加入世界衛生組織十分可惜，因為病毒無國界。

## 經濟

### 貿易
| 年分 | 貿易總額    | 貿易總額 | 貿易總額 | 出口至斯洛維尼亞 | 出口至斯洛維尼亞 | 出口至斯洛維尼亞 | 自斯洛維尼亞進口 | 自斯洛維尼亞進口 | 自斯洛維尼亞進口 | 順逆差 |
| 年分 | 金額        | 年增減   | 排名     | 金額             | 年增減           | 排名             | 金額             | 年增減           | 排名             | 順逆差 |
| ---- | ----------- | -------- | -------- | ---------------- | ---------------- | ---------------- | ---------------- | ---------------- | ---------------- | ------ |
| 2017 | 189,507,466 | ▲1.3%    | 71       | 156,202,010      | ▲0.8%            | 56               | 33,305,456       | ▲3.3%            | 89               | 順差▲  |
| 2018 | 205,672,985 | ▲8.5%    | 71       | 169,631,785      | ▲8.6%            | 57               | 36,041,200       | ▲8.2%            | 86               | 順差▲  |
| 2019 | 171,917,618 | ▼16.4%   | 70       | 137,740,969      | ▼18.8%           | 60               | 34,176,649       | ▼5.2%            | 88               | 順差▼  |
| 2020 | 156,605,822 | ▼8.9%    | 76       | 119,510,085      | ▼13.2%           | 60               | 37,095,737       | ▲8.5%            | 89               | 順差▼  |
| 2021 | 231,630,734 | ▲47.9%   | 71       | 185,020,980      | ▲54.8%           | 55               | 46,609,754       | ▲25.6%           | 92               | 順差▲  |
| 2022 | 258,370,698 | ▲11.5%   | 71       | 209,018,608      | ▲13.0%           | 58               | 49,352,090       | ▲5.9%            | 89               | 順差▲  |
| 2023 | 188,452,882 | ▼27.1%   | 78       | 134,552,370      | ▼35.6%           | 64               | 53,900,512       | ▲9.2%            | 85               | 順差▼  |
| 2024 | 218,984,617 | ▲16.2%   | 70       | 135,411,495      | ▲0.6%            | 59               | 83,573,122       | ▲55.1%           | 71               | 順差▼  |

2023年的兩國貿易項目如下：

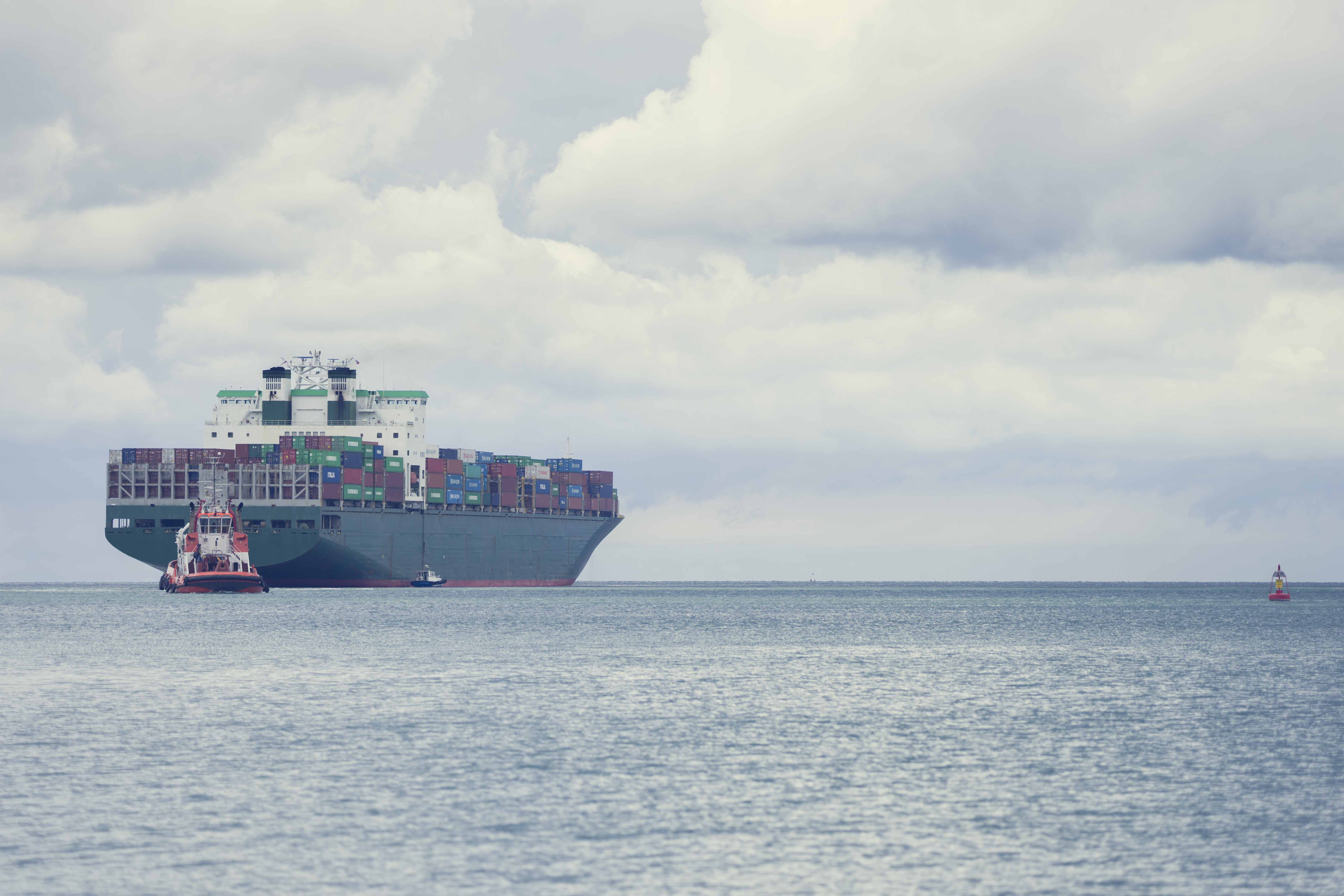
臺灣長榮海運貨輪由斯洛維尼亞商港科佩爾出港

出口至斯洛維尼亞的前10大項目為：車輛之零件與附件；苯乙烯之聚合物；鋼鐵製螺釘、螺栓、螺帽、螺旋鈎、車用螺釘、鉚釘、橫梢、開口梢、墊圈與類似製品；电动机與发电机；特定用途機器之零件與附件；聚縮醛、环氧树脂、醇酸樹脂、聚碳酸酯、聚丙烯酯與其他聚酯、聚醚；自動資料處理機、磁性或光學閱讀機；製造半导体、集成电路與平面顯示器用之機器與器具、零件與附件；合成橡胶之板、片、條與從油類獲得之硫化油膏；未初梳、精梳或未另行處理以供紡製用之合成纖維棉等。
自斯洛維尼亞進口的前10大項目為：電動機與發電機；醫藥製劑；內科、外科、牙科或兽医用儀器與用具；合成纖維絲紗；容器洗滌與乾燥機器、容器盛裝與封口機器、飲料充氣機；人類血液、供醫療用動物血液、抗毒血清、疫苗、毒素、微生物培養物與類似品；電路開關、保護電路或連接電路用之電氣用具、光纖、光纖束、光纤电缆或光纖傳輸纜用之連接器；車輛之零件與附件；碳酸盐、過氧碳酸鹽與工業用碳酸铵；集成电路等。

### 投資
根據中華民國經濟部投資審議司統計，截至2023年，臺商前往斯洛維尼亞投資金額約1,077萬美元，計有3件。投資業別為運輸工具製造業；專業、科學與技術服務業；斯洛維尼亞前往臺灣投資金額約4.6萬美元，計有6件。投資業別為資訊與通訊傳播業、住宿與餐飲業。

### 會展
2014年11月，中華民國國際經濟合作協會（國經協會）與斯洛維尼亞商工總會舉辦第1屆「臺斯企業論壇」。
2021年6月，國經協會、台北市進出口商業同業公會與斯洛維尼亞商工總會舉辦線上「台斯產業交流會暨貿易洽談會」。

## 交流

### 學術
中華民國教育部自1991年7月設立「獨立國家國協及東歐地區國家來華留學獎學金」，其中包括斯洛維尼亞。2004年起，改為教育部的「華語文獎學金」，以及外交部的「台灣獎學金」，提供斯洛維尼亞學生申請赴台研習中文或攻讀碩博士。
斯洛維尼亞盧比安納大學東亞所設有「臺灣研究中心」，並開設台灣研究課程。自2012年，教育部補助選派華語文教師至該大學任教。
2015年4月，駐奧地利台北經濟文化代表處與國立斯洛維尼亞博物館、盧比安納大學漢學系、盧比安納大學臺灣研究中心、斯洛維尼亞太極拳協會等共同舉辦「臺灣文化月」活動。
自1993年，財團法人國際合作發展基金會（國合會）等機構提供名額，給斯洛維尼亞派員赴臺參加國際技術合作訓練。

### 援助
2020年4月，對於2019冠状病毒病疫情在全球擴散，中華民國外交部宣布第2波國際援助行動，其中捐贈130萬片口罩給斯洛維尼亞在內的8個欧洲联盟成员国。21日，15萬片口罩運抵斯洛維尼亞，民防救災總署副署長洛特里希（Stanislav Lotric）表示感謝。

## 協定
| 日期           | 簽署 | 備註   |
| -------------- | --- | ------ |
| 1992年11月     | 《中華民國對外貿易發展協會與斯洛維尼亞商工總會貿易合作協議書》                                                                       | [ 2 ]  |
| 2014年11月26日 | 《中華民國國際經濟合作協會與斯洛維尼亞商工總會合作備忘錄》                                                                           | [ 13 ] |
| 2019年9月25日  | 《台北市進出口商業同業公會與斯洛維尼亞商工總會合作備忘錄》                                                                           | [ 13 ] |
| 2022年9月7日   | 《中華民國（臺灣）法務部調查局洗錢防制處與斯洛維尼亞共和國財政部洗錢防制辦公室關於涉及洗錢及資助恐怖分子金融情資交換合作瞭解備忘錄》 | [ 19 ] |

## 簽證

持中華民國護照的中華民國國民簽證要求分布圖：入境斯洛維尼亞可以「申根區免簽證」。

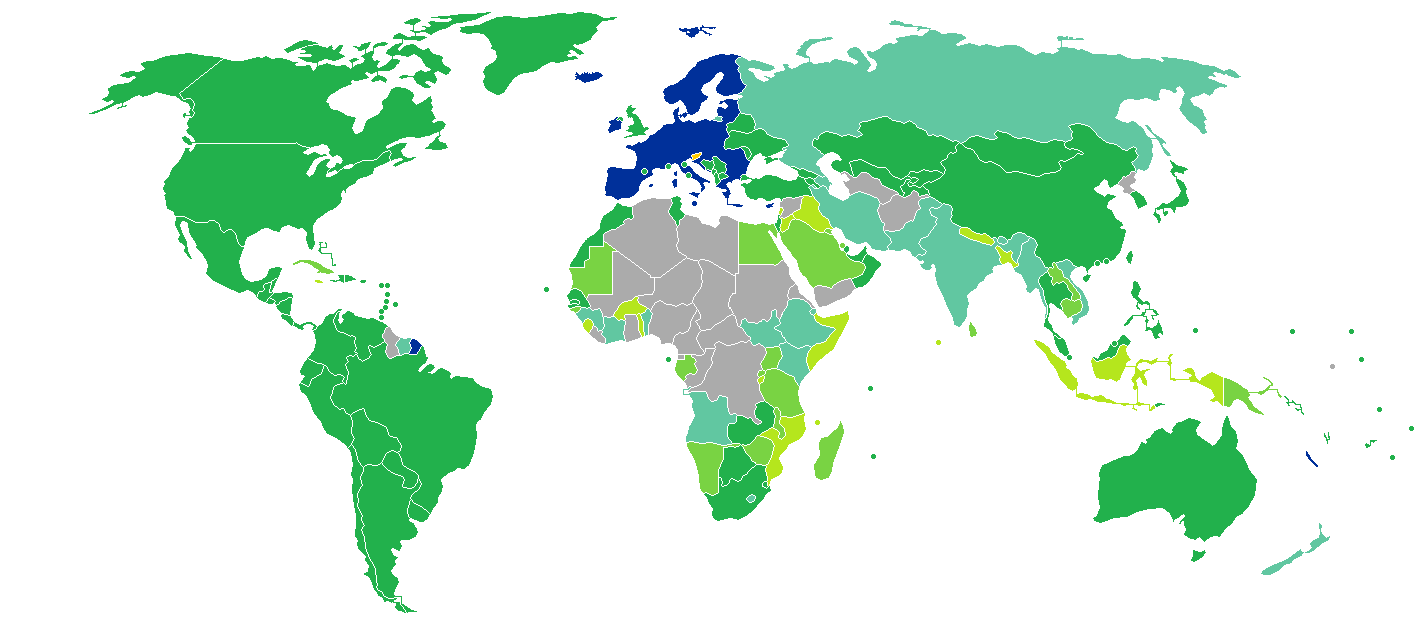
持歐盟的斯洛維尼亞護照之斯洛維尼亞國民簽證要求分布圖：入境中華民國可以免簽證。

歐洲申根區給予持有載明身分證字號的中華民國護照之中華民國國民可以申根區免簽證入境，停留日數與申根區合併計算，每6個月期間內總計可停留90天。經斯洛維尼亞轉機至申根區亦可免簽證。
斯洛維尼亞國民持有歐盟護照者也可以免簽證的方式入境中華民國，停留最多90天。

## 交通

### 航空

#### 客運
兩國無直航班機，可經由（不計航點遠近，截至2023年7月17日）：
- 臺北→杜拜、伊斯坦堡、倫敦（季節性飛斯洛維尼亞）、巴黎、慕尼黑、法蘭克福、阿姆斯特丹，再轉機前往斯洛維尼亞的盧布爾雅那約熱·普奇尼克機場。[24]

### 駕車
持有中華民國國際駕駛執照可在斯洛維尼亞駕車。

## 外部連結
- 中華民國外交部－斯洛維尼亞共和國簡介 （页面存档备份，存于）
- 駐奧地利台北經濟文化代表處
- 外交部領事事務局－國外旅遊警示分級表
- 中華民國衛生福利部－國際旅遊疫情建議等級
- 中華民國國際經濟合作協會 （页面存档备份，存于）